# Trhlina (román)
Trhlina je román slovenského spisovatele Jozefa Kariky. Kniha vyšla v originále roku 2016. Do češtiny byla přeložena roku 2017. Román je situován do slovenského pohoří Tribeč, které je opakovaně spojováno s nevysvětlitelným mizením lidí a mnohými okultními konspiracemi. Slováky bývá pohoří označováno za slovenský bermudský trojúhelník. Kniha též získala slovenskou literární cenu Anasoft litera.

## Děj
Igor je nezaměstnaný absolvent vysoké školy a také blogger. Skrze absolventskou praxi se dostane mezi skupinu dělníků, kteří momentálně vyklízí budovu bývalé léčebny pro duševně choré v Žilině. Právě v této budově se mu do rukou dostane dokumentace bývalého pacienta Waltera Fischera společně s nahrávkami jeho výpovědí během procesu léčení. Právě Fischer byl jedním z lidí, kteří se ztratili v pohoří Tribeč, ale také jeden z mála, který se našel.
Skrze svůj blog, na kterém píše o mystických okolnostech Tribeče, a nalezených předmětech v prostorách léčebny, se dostává do kontaktu s Andrejem a Davidem. Andrej je esoterický konspirátor, který je fascinován nevysvětlitelnými záhadami. David je spíše fanatický racionalista a nevěří smyšleným příběhům, které nejsou podložené fakty. Zájem o historické události jsou pro Davida spíše koníčkem. Právě tito dva muži se společně s Igorem a jeho přítelkyní Miroslavou, které se říká Mia, vypraví do hor, aby se pokusili odhalit prapodivná tajemství pohoří Tribeč.
Naplánovaná třídenní výprava po slovenském pohoří zprvu nevyvolává žádné smíšené pocity. Skupina se začne potýkat s nejasnostmi v terénu, které se s časem stráveným v horské oblasti zvyšují. Tyto nevysvětlitelné jevy a další nadpřirozené okolnosti začnou vyvolávat strach. Pro všechny zúčastněné se víkendová výprava stává šílenou hrou o smysly a poslední zbytky vlastního vědomí, přičemž stačí jedna malá trhlina a...

## Přijetí díla a interpretace
Jozef Karika nechává pravdivost knihy na čtenáři, aby sám zaujal postoj racionality nebo iracionality k celému příběhu. Příběh je vystaven na základě skutečného rozhovoru, za kterým si autor stojí a tvrdí, že skutečně proběhl. Kniha je také doplněna zdroji, odkazy či vysvětlivkami, které si čtenář může sám dohledat a zapojit se do odhalování záhady.
Jelikož se jedná o příběh českým čtenářům velmi blízký, protože se odehrál na Slovensku, rozdělili se lidé, již se seznámili s příběhem knihy, na dva tábory. Jedni příběhu věří a druzí ne. Ovšem z hlediska vztahu k lokalitě se lidé dělí dál. Buď se Tribeči vyhýbají obloukem a za žádných okolností by do tohoto pohoří nevkročili, nebo si užívají napětí a plánují výlety právě v „nejnebezpečnějším“ období roku.
Kniha bývá řazena mezi romány s mysteriózními a hororovými prvky.
Příběh o výpravě skupiny lidí velmi připomíná kultovní hororový film Záhada Blair Witch. Na tento film je odkazováno i v rámci samotné knihy. Kniha má svoji sílu a spád. Nicméně explicitní děsivé scény nechává autor působit spíše pomocí představivosti, což může být pro žánrového konzumenta zklamáním. Příběh působí neukotveně a charakter je nejednoznačný, což recenze vnímají jako možnou slabinu, také jako možnou silnou stránku knihy.
Příběh se spojen s písní Hýkal od skupiny Zrní, která je v knize citována.

## Filmová adaptace
Na motivy románu byl natočen roku 2019 stejnojmenný film. Film režíroval Peter Bebjak, který též stojí za významnými seriály či filmy jako jsou Devadesátky, Zpráva, Učitelka nebo Matematika zločinu. V samotném filmovém zpracování si Jozef Karika, autor románu, zahrál epizodní postavu a účastnil se autentického natáčení v horských lokalitách oblasti Tribeč.